# Gouvernement Affi N'Guessan III
Deuxième République
Affi N'Guessan II Affi N'Guessan IV
Le gouvernement Affi N'Guessan III fut formé quelques heures après la démission du précédent.

## Composition du gouvernement

### Premier ministre
| Image | Fonction         |  | Nom                   | Parti |
| ----- | ---------------- |  | --------------------- | ----- |
|       | Premier ministre |  | Pascal Affi N'Guessan | FPI   |

### Ministres d'État
| Image | Fonction        |  | Nom                         | Parti |
| ----- | --------------- |  | --------------------------- | ----- |
|       | Ministre d'État |  | Aboudramane Sangaré         | FPI   |
|       | Ministre d'État |  | Paul Yao N'Dré              | FPI   |
|       | Ministre d'État |  | Moïse Kouassi Lida          | FPI   |
|       | Ministre d'État |  | Paul Antoine Bohoun Bouabré | FPI   |

### Ministres
| Image | Fonction                                                |  | Nom                         | Parti      |
| ----- | ------------------------------------------------------- |  | --------------------------- | ---------- |
|       | Ministre des Mines et de l'Énergie                      |  | Léon Emmanuel Monnet        | FPI        |
|       | Ministre de l'Économie, de l'Industrie et des Finances  |  | Paul Antoine Bohoun Bouabré | FPI        |
|       | Ministre de l'Enseignement supérieur et de la Recherche |  | Zémogo Fofana               | RDR        |
|       | Ministre des Infrastructures économiques                |  | Patrick Achi                | PDCI       |
|       | Ministre de Justice, garde des Sceaux                   |  | Désiré Tagro                | FPI        |
|       | Ministre de la Communication                            |  | Zacharie Séry Bailly        | Sans parti |
|       | Ministre de la Planification et du Développement        |  | Pascal Affi N'Guessan       | FPI        |
|       | Ministre de l'Éducation nationale                       |  | Michel Amani N'Guessan      | FPI        |
|       | Ministre des Sports et des Loisirs                      |  | François Albert Amichia     | PDCI       |
|       | Ministre du Travail et de la Fonction publique          |  | Hubert Oulaye               | FPI        |